# Хронологія поширення COVID-19 (травень 2022)
Стаття описує поширення коронавірусу тяжкого гострого респіраторного синдрому-2, що спричинив спалах коронавірусної хвороби 2019, у травні 2022 року. Уперше хвороба була зареєстрована в місті Ухань у КНР у грудні 2019 року.

## Хронологія пандемії

### 1 травня
- Канада повідомила про 2243 нових випадків хвороби, загальна кількість випадків зросла до 3751326.[1]
- Малайзія повідомила про 1503 нових випадків хвороби, загальна кількість випадків зросла до 4449507. Зареєстровано 5839 одужань, загальна кількість одужань зросла до 4372790. Повідомлено про 3 нові смерті, кількість померлих зросла до 35550.[2]
- Нова Зеландія повідомила про 5718 нових випадків хвороби, загальна кількість випадків зросла до 936697. Зареєстровано 5705 одужань, загальна кількість одужань зросла до 883593. Повідомлено про 5 смертей, що збільшило кількість померлих до 750. Було 52397 активних випадків хвороби (507 на кордоні та 51890 з місцевою передачею вірусу).[3]
- Сінгапур повідомив про 1732 нові випадки хвороби, загальна кількість випадків зросла до 1199640. Повідомлено про одну нову смерть, кількість померлих зросла до 1336.[4]

### 2 травня
- Канада повідомила про 4946 нових випадків хвороби, загальна кількість випадків зросла до 3756272.[5]
- У Малайзії повідомили про 1352 нові випадки хвороби, загальна кількість випадків зросла до 4450859. Зареєстровано 6074 одужання, загальна кількість одужань зросла до 4378864. Зареєстровано 5 смертей, кількість померлих зросла до 35555.[6]
- Нова Зеландія повідомила про 6726 нових випадків хвороби, загальна кількість випадків зросла до 943428. Зареєстровано 5727 одужань, загальна кількість одужань зросла до 889320. Зареєстровано 6 смертей, кількість померлих зросла до 757. Було 53395 активних випадків хвороби (538 на кордоні та 52857 з місцевою передачею вірусу).[7]
- Сінгапур повідомив про 1336 нових випадків хвороби, внаслідок чого загальна кількість випадків досягла 1200976. Повідомлено про 2 нові смерті, внаслідок чого кількість померлих зросла до 1338.[8]
- Американський телеведучий Джиммі Кіммел, який вів шоу «Джиммі Кіммел наживо!», отримав позитивний результат тесту на COVID-19.[9]

### 3 травня
- В Австралії кількість випадків COVID-19 перевищила 6 мільйонів. Крім того, країна повідомила про перші випадки субваріантів BA.4 і BA.5.[10]
- Канада повідомила про 4142 нові випадки хвороби, загальна кількість випадків зросла до 3760414.[11]
- Малайзія повідомила про 922 нових випадки хвороби, загальна кількість випадків зросла до 4451781. Зареєстровано 5520 одужань, загальна кількість одужань зросла до 4384384. Зареєстровано 9 смертей, кількість померлих зросла до 35564 осіб.[12]
- Нова Зеландія повідомила про 9237 нових випадків хвороби, загальна кількість випадків зросла до 952697. Одужали 6452 хворих, загальна кількість одужань зросла до 895772. Зареєстровано 18 смертей, кількість померлих зросла до 777. Зареєстровано 56194 активних випадків хвороби (613 на кордоні та 55581 з місцевою передачею вірусу).[13]
- Сінгапур повідомив про 1570 нових випадків хвороби, внаслідок чого загальна кількість випадків досягла 1202546. Кількість померлих залишилася на рівні 1338.[14]

### 4 травня
Щотижневий звіт ВООЗ:
- Канада повідомила про 9883 нові випадки хвороби, загальна кількість випадків зросла до 3771460.[16]
- У Німеччині перевищено поріг у 25 мільйонів випадків хвороби.[17]
- Малайзія повідомила про 1054 нових випадки хвороби, загальна кількість випадків зросла до 4452835. Зареєстровано 4107 одужань, загальна кількість одужань зросла до 4388491. Зареєстровано 3 смерті, кількість померлих зросла до 35567 осіб.[18]
- Нова Зеландія повідомила про 8578 нових випадків хвороби, загальна кількість випадків зросла до 961262. Зареєстровано 9873 одужання, загальна кількість одужань зросла до 905645. Зареєстровано 22 смерті, кількість померлих зросла до 801. Було 54864 активні випадки хвороби (660 на кордоні та 54204 з місцевою передачею вірусу).[19]
- Сінгапур повідомив про 1638 нових випадків хвороби, внаслідок чого загальна кількість випадків досягла 1204184. Повідомлено про 2 нові смерті, внаслідок чого кількість померлих зросла до 1340.[20]
- Державний секретар Сполучених Штатів Ентоні Блінкен отримав позитивний результат тестування на COVID-19.[21]

### 5 травня
- Канада повідомила про 11631 новий випадок хвороби, загальна кількість випадків зросла до 3783091.[22]
- Японія перевищила поріг у 8 мільйонів випадків COVID-19.
- Малайзія повідомила про 1251 новий випадок хвороби, загальна кількість випадків зросла до 4455364. Зареєстровано 3181 одужання, загальна кількість одужань зросла до 4394271. Зареєстровано 7 смертей, кількість померлих зросла до 35576.[23]
- Нова Зеландія повідомила про 7426 нових випадків хвороби, загальна кількість випадків зросла до 977380. Зареєстровано 8295 одужань, загальна кількість одужань зросла до 923036. Зареєстровано 23 смерті, кількість смертей зросла до 845. Налічувалось 53547 активних випадків хвороби (679 на кордоні та 52868 з місцевою передачею вірусу).[24]
- Сінгапур повідомив про 4733 нові випадки хвороби, загальна кількість випадків зросла до 1208917. Повідомлено про 4 нові смерті, кількість померлих зросла до 1344.[25]

### 6 травня
- Канада повідомила про 4262 нові випадки хвороби, загальна кількість випадків зросла до 3787353.[26]
- У Японії кількість випадків COVID-19 перевищила 8 мільйонів.
- Малайзія повідомила про 1251 новий випадок хвороби, загальна кількість випадків зросла до 4455364. Зареєстровано 3181 одужання, загальна кількість одужань зросла до 4394271. Зареєстровано 7 смертей, кількість померлих зросла до 35576 осіб.[23]
- Нова Зеландія повідомила про 7426 нових випадків хвороби, загальна кількість випадків зросла до 977380. Зареєстровано 8295 одужань, загальна кількість одужань зросла до 923036. Зареєстровано 23 смерті, кількість померлих зросла до 845. Було 53547 активних випадків хвороби (679 на кордоні та 52868 з місцевою передачею вірусу).[24]
- Сінгапур повідомив про 3420 нових випадків хвороби, внаслідок чого загальна кількість випадків досягла 1212337. Повідомлено про 2 нові смерті, внаслідок чого кількість померлих зросла до 1346.[27]
- В Іспанії кількість випадків хвороби перевищила 12 мільйонів.
- ВООЗ перерахувала кількість смертей від коронавірусу у світі до орієнтовно 15 мільйонів. До перерахунку кількість померлих раніше становила 6,3 мільйона.[28]

### 7 травня
- Канада повідомила про 2164 нові випадки хвороби, загальна кількість випадків зросла до 3789517.[29]
- У Малайзії повідомили про 1372 нові випадки хвороби, загальна кількість випадків зросла до 4456736. Зареєстровано 3610 нових одужань, загальна кількість одужань зросла до 4397881. Зареєстровано 3 смерті, кількість померлих зросла до 35579.[30]
- Нова Зеландія повідомила про 6838 нових випадків хвороби, загальна кількість випадків зросла до 984218. Зареєстровано 7110 одужань, загальна кількість одужань зросла до 930155. Зареєстровано 11 смертей, кількість померлих зросла до 857. Налічувалось 53255 активних випадків хвороби (692 на кордоні та 52563 з місцевою передачею вірусу).[31]
- Кількість випадків COVID-19 у Польщі перевищила 6 мільйонів.
- У Сінгапурі повідомили про 3162 нові випадки хвороби, загальна кількість випадків зросла до 1215499. Повідомлено про 4 нові смерті, кількість померлих зросла до 1350.[32]

### 8 травня
- Канада повідомила про 1938 нових випадків хвороби, загальна кількість випадків зросла до 3791455.[33]
- Малайзія повідомила про 2153 нові випадки хвороби, загальна кількість випадків зросла до 4458889. Зареєстровано 2869 одужань, загальна кількість одужань зросла до 4400750. Зареєстровано 4 смерті, кількість померлих зросла до 35583.[34]
- Нова Зеландія повідомила про 5720 нових випадків хвороби, загальна кількість випадків зросла до 989946. Зареєстровано 5725 одужань, загальна кількість одужань зросла до 935880. Зареєстровано 2 смерті, кількість померлих зросла до 860. Налічувалось 53256 активних випадків хвороби (699 на кордоні та 52557 з місцевою передачею вірусу).[35]
- У Сінгапурі повідомили про 2423 нових випадки хвороби, загальна кількість випадків зросла до 1217922. Повідомлено про 2 нові смерті, внаслідок чого кількість померлих зросла до 1352.[36]
- Фіналісти 20-го сезону American Idol Фріц Хагер і майбутній переможець Ноа Томпсон отримали позитивний результат тесту на COVID-19, і заспівали свої 7 кращих виступів у своєму готельному номері.[37]

### 9 травня
- Канада повідомила про 3803 нові випадки хвороби, загальна кількість випадків зросла до 3795258.[38]
- Малайзія повідомила про 2246 випадків хвороби, загальна кількість випадків зросла до 4461135. Зареєстровано 2433 одужання, загальна кількість одужань зросла до 4403183. Повідомлено про одну смерть, кількість померлих зросла до 35584.[39]
- Нова Зеландія повідомила про 6464 випадки хвороби, загальна кількість випадків зросла до 996417. Зареєстровано 6726 одужань, загальна кількість одужань зросла до 942606. Зареєстровано 2 смерті, кількість померлих зросла до 862. Налічувалось 52999 активних випадків хвороби (661 на кордоні та 52338 з місцевою передачею вірусу).[40]
- Сінгапур повідомив про 2271 новий випадок хвороби, загальна кількість випадків зросла до 1220193.[41]
- Губернатор штату Нью-Йорк Кеті Гокул отримала позитивний тест на COVID-19.[42]
- У директора Ради з внутрішньої політики США Сьюзен Райс виявили COVID-19.[43][44]

### 10 травня
- Канада повідомила про 4102 нові випадки хвороби, загальна кількість випадків зросла до 3799360.[45]
- Малайзія повідомила про 2605 випадків хвороби, внаслідок чого загальна кількість випадків досягла 4463740. Зареєстровано 2014 одужань, загальна кількість одужань зросла до 4405197. Зареєстровано 6 смертей, кількість померлих зросла до 35590.[46]
- Нова Зеландія повідомила про 9251 новий випадок хвороби і перевищила загальну кількість випадків у 1 мільйон, кількість випадків зросла до 1005674. Зареєстровано 6111 одужань, загальна кількість одужань зросла до 948717. Зареєстровано 14 смертей, кількість смертей зросла до 876. Налічувався 56131 активний випадок хвороби (662 на кордоні та 55469 з місцевою передачею вірусу).[47][48]
- Сінгапур повідомив про 4831 новий випадок хвороби, загальна кількість випадків зросла до 1225024. Повідомлено про 4 нові смерті, кількість померлих зросла до 1356.[49]

### 11 травня
Щотижневий звіт ВООЗ:
- Канада повідомила про 7482 нові випадки хвороби, загальна кількість випадків зросла до 3806842.[51]
- Франція перевищила поріг у 29 мільйонів випадків COVID-19.[52]
- Малайзія повідомила про 3321 випадок хвороби, загальна кількість випадків зросла до 4467061. Зареєстровано 1416 одужань, загальна кількість одужань зросла до 4406613. Зареєстровано 8 смертей, кількість померлих зросла до 35598.[53]
- Нова Зеландія повідомила про 8047 випадків хвороби, загальна кількість випадків зросла до 1013721. Зареєстровано 11667 одужань, загальна кількість одужань зросла до 960384. Зареєстрованоо 29 смертей, кількість померлих зросла до 902. Налічувалось 52482 активні випадки хвороби (556 на кордоні та 51926 з місцевою передачею вірусу).[54]
- У Португалії кількість випадків COVID-19 перевищила 4 мільйони.[55]
- Сінгапур повідомив про 3890 нових випадків хвороби, внаслідок чого загальна кількість випадків досягла 1228914. Повідомлено про 2 нові смерті, внаслідок чого кількість померлих зросла до 1358.[56]
- Американський бізнес-магнат Білл Гейтс, який є співзасновником Microsoft, отримав позитивний тест на COVID-19.[52]

### 12 травня
- Канада повідомила про 9648 нових випадків хвороби, загальна кількість випадків зросла до 3816490.[57]
- У Малайзії повідомили про 3410 нових випадків хвороби, загальна кількість випадків зросла до 4470471. Зареєстровано 1430 одужань, загальна кількість одужань зросла до 4408043. Зареєстровано 4 смерті, кількість померлих зросла до 35602.[58]
- Нова Зеландія повідомила про 9476 нових випадків хвороби, внаслідок чого загальна кількість випадків досягла 1023205. Зареєстровано 8695 одужань, загальна кількість одужань зросла до 969079. Зареєстровано 8 смертей, кількість померлих зросла до 911. Налічувались 53263 активні випадки хвороби (544 на кордоні та 52719 з місцевою передачею вірусу).[59]
- Північна Корея повідомила про невизначену кількість випадків хвороби, які стали першими офіційними випадками хвороби в країні.[60]
- Сінгапур повідомив про 3645 нових випадків хвороби, внаслідок чого загальна кількість випадків досягла 1232559. Повідомлено про 3 нові смерті, внаслідок чого кількість померлих зросла до 1361.[61]

### 13 травня
- Канада повідомила про 3281 новий випадок хвороби, загальна кількість випадків зросла до 3819771.[62]
- Малайзія повідомила про 3029 нових випадків хвороби, загальна кількість випадків зросла до 4473500. Зареєстровано 1116 одужань, загальна кількість одужань зросла до 4409159. Зареєстровано 5 смертей, кількість померлих зросла до 35607.[63]
- Нова Зеландія повідомила про 7519 нових випадків хвороби, внаслідок чого загальна кількість випадків досягла 1030733. Зареєстровано 7404 одужання, загальна кількість одужань зросла до 983286. Зареєстровано 17 смертей, кількість померлих зросла до 958. Налічувалось 53660 активних випадків хвороби (515 на кордоні та 53145 з місцевою передачею вірусу).[64]
- Північна Корея повідомила про перші 6 смертей від COVID-19. Загалом у приблизно 350 тисяч осіб діагностували гарячку, пов'язану з COVID-19.[65]
- Сінгапур повідомив про 4291 новий випадок хвороби, загальна кількість випадків зросла до 1236850. Повідомлено про одну нову смерть, внаслідок чого кількість померлих зросла до 1362.[66]
- У Сполучених Штатах Америки кількість випадків хвороби перевищила 84 мільйони.[65]

### 14 травня
- Канада повідомила про 1575 нових випадків хвороби, загальна кількість випадків зросла до 3821346.[67]
- В Італії кількість випадків COVID-19 перевищила 17 мільйонів.
- Малайзія повідомила про 2373 випадки хвороби, загальна кількість випадків зросла до 4475873. Зареєстровано 1340 одужань, загальна кількість одужань зросла до 4410499. Зареєстровано 5 смертей, кількість померлих зросла до 35612.[63]
- Нова Зеландія повідомила про 7130 нових випадків хвороби, внаслідок чого загальна кількість випадків досягла 1037855. Зареєстровано 6803 одужання, загальна кількість одужань зросла до 983286. Зареєстровано 17 смертей, кількість померлих зросла до 958. Налічувалось 53660 активних випадків хвороби (515 на кордоні та 53145 з місцевою передачею вірусу).[64]
- Північна Корея повідомила про 174440 нові випадки гарячки, пов'язаної з COVID-19, і 21 нову смерть.[68]
- Сінгапур повідомив про 3383 нові випадки хвороби, загальна кількість випадків зросла до 1240233.[69]
- У прем'єр-міністра Нової Зеландії Джасінди Ардерн підтвердився позитивний тест на COVID-19.[70]

### 15 травня
- Канада повідомила про 1564 нові випадки хвороби, загальна кількість зросла до 3822910.[71]
- Малайзія повідомила про 2239 нових випадків хвороби, внаслідок чого загальна кількість випадків досягла 4478112. Зареєстровано 1263 одужання, загальна кількість одужань зросла до 4411762. Зареєстровано 3 смерті, кількість померлих зросла до 35615.[72]
- Нова Зеландія повідомила про 5819 нових випадків хвороби, загальна кількість випадків зросла до 1043683. Зареєстровано 5719 одужань, загальна кількість одужань зросла до 989005. Зареєстровано 14 смертей, кількість померлих зросла до 973. Налічувалось 53755 активних випадків хвороби (458 на кордоні та 53297 з місцевою передачею вірусу).[73]
- Сінгапур підтвердив 3 нових випадки зараження субваріантами Омікрон BA.4 і BA.5.[74] У той же час було зареєстровано 2651 новий випадок хвороби, загальна кількість випадків зросла до 1242884. Повідомлено про одну нову смерть, кількість померлих зросла до 1363.[75]
- Тайвань повідомив про 68769 нових випадків хвороби за добу, загальна кількість випадків зросла до 768543.[76]

### 16 травня
- Канада повідомила про 1653 нові випадки хвороби, загальна кількість випадків зросла до 3827554.[77]
- Малайзія повідомила про 1697 нових випадків хвороби, загальна кількість випадків зросла до 4479809. Зареєстровано 1548 одужань, загальна кількість одужань зросла до 4413310. Зареєстровано 5 смертей, кількість померлих зросла до 35620.[78]
- У Новій Зеландії повідомили про 7108 нових випадків хвороби, загальна кількість випадків досягла 1050797. Зареєстровано 6466 одужань, загальна кількість одужань зросла до 995471. Зареєстровано 6 смертей, кількість померлих зросла до 978. Налічувалось 54397 активних випадків хвороби (507 на кордоні та 53890 з місцевою передачею вірусу).[79]
- У Сінгапурі повідомили про 2123 нові випадки хвороби, загальна кількість випадків зросла до 1245007. Повідомлено про 3 нових смерті, внаслідок чого кількість померлих досягла 1366.[80]
- Сполучені Штати Америки повідомили про мільйон смертей протягом пандемії.[81]

### 17 травня
- Канада повідомила про 3456 нових випадків хвороби, загальна кількість випадків зросла до 3829357.[82]
- Малайзія повідомила про 1469 випадків хвороби, внаслідок чого загальна кількість випадків досягла 4481278. Зареєстровано 1836 одужань, загальна кількість одужань зросла до 4415146. Зареєстровано 3 смерті, кількість померлих зросла до 35623.[83]
- Нова Зеландія повідомила про 9906 нових випадків хвороби, загальна кількість випадків зросла до 1060710. Зареєстровано 9260 одужань, загальна кількість одужань зросла до 1004731. Зареєстровано 8 смертей, кількість померлих зросла до 986. Налічувалось 55042 активних випадків хвороби (492 на кордоні та 54550 з місцевою передачею вірусу).[84]
- Північна Корея повідомила про 269510 нових випадків хвороби, перевищивши 1 мільйон випадків хвороби, загальна кількість випадків зросла до 1483060. Ще 6 хворих померли, внаслідок чого кількість померлих зросла до 56.[85]
- У Сінгапурі повідомили про 2664 нові випадки хвороби, загальна кількість випадків зросла до 1247671. Повідомлено про одну нову смерть, кількість померлих зросла до 1367.[86]
- Англійський гітарист Ерік Клептон отримав позитивний результат тесту на COVID-19, і відклав велику кількість концертів.[87]

### 18 травня
Щотижневий звіт ВООЗ:
- Канада повідомила про 5530 нових випадків хвороби, загальна кількість випадків зросла до 3834887.[89]
- Нова Зеландія повідомила про 9661 випадок, загальна кількість випадків зросла до 1070373. Зареєстровано 9406 одужань, загальна кількість одужань зросла до 1012754. Зареєстровано 30 смертей, кількість померлих зросла до 1017. Налічувалось 56652 активних випадків хвороби (506 на кордоні та 56146 з місцевою передачею вірусу).[90]
- Північна Корея повідомила про 232890 нових випадків хвороби, загальна кількість випадків зросла до 1715950. Ще 6 хворих померли, внаслідок чого кількість померлих зросла до 62.[91]
- Сінгапур повідомив про 6442 нові випадки хвороби, внаслідок чого загальна кількість випадків досягла 1254113. Повідомлено про 2 нові смерті, внаслідок чого кількість померлих зросла до 1369.[92]
- Тайвань повідомив про 85356 нових випадків хвороби за добу, загальна кількість випадків зросла до 981141.[93]
- Американський телеведучий Джиммі Кіммел, який вів шоу «Джиммі Кіммел наживо!», вдруге отримав позитивний результат тесту на COVID-19. Раніше він заразився вірусом 2 травня, й одужав.[94]

### 19 травня
- Канада повідомила про 7546 нових випадків хвороби, загальна кількість випадків зросла до 3842433.[95]
- Малайзія повідомила про 2124 випадки хвороби, загальна кількість зросла до 4485419. Зареєстровано 2303 одужання, загальна кількість одужань зросла до 4419997. Зареєстровано 3 смерті, кількість померлих зросла до 35633.[96]
- Нова Зеландія повідомила про 9181 випадок хвороби, загальна кількість випадків зросла до 1079557. Зареєстровано 9469 одужань, загальна кількість одужань зросла до 1022223. Зареєстровано 6 смертей, кількість померлих зросла до 1022. Налічувався 56361 активний випадок хвороби (511 на кордоні та 55850 з місцевою передачею вірусу).[97]
- Північна Корея повідомила про 262270 нових випадків хвороби, загальна кількість випадків зросла до 1978230. Пізніше було підтверджено ще одну смерть, внаслідок чого кількість померлих зросла до 63.[98]
- Сінгапур повідомив про 4578 нових випадків хвороби, внаслідок чого загальна кількість випадків досягла 1258691. Повідомлено про 2 нові смерті, внаслідок чого кількість померлих зросла до 1371.[99]
- Тайвань повідомив про 90331 новий випадок хвороби за добу, що стало другим найбільшим показником кількості випадків з часу початку пандемії, загальна кількість випадків перевищила 1 мільйон, загальна кількість випадків зросла до 1071472.[100]

### 20 травня
- Канада повідомила про 2028 нових випадків хвороби, загальна кількість випадків зросла до 3844725.[101]
- Німеччина перевищила поріг у 26 мільйонів випадків COVID-19.[102]
- Малайзія повідомила про 2063 випадки хвороби, загальна кількість випадків зросла до 4487482. Зареєстровано 2618 одужань, загальна кількість одужань зросла до 4422615. Зареєстровано 5 смертей, кількість померлих зросла до 35638.[103]
- Нова Зеландія повідомила про 7899 випадків хвороби, внаслідок чого загальна кількість випадків досягла 1087466. Зареєстровано 7519 одужань, загальна кількість одужань зросла до 1029742. Зареєстровано 17 смертей, кількість померлих зросла до 1039. Налічувалось 56734 активних випадків хвороби (532 на кордоні та 56202 з місцевою передачею вірусу).[104]
- Північна Корея повідомила про 263370 нових випадків хвороби, перевищивши 2 мільйони випадків загалом, загальна кількість випадків зросла до 2241610. Було підтверджено 2 смерті, кількість померлих зросла до 65.[105]
- У Сінгапурі повідомили про 4342 нові випадки хвороби, загальна кількість випадків зросла до 1263033. Повідомлено про 3 нових смерті, внаслідок чого кількість померлих зросла до 1374.[106]
- Тувалу повідомило про перші 3 випадки хвороби в країні в керованій ізоляції.[107]
- Прем'єр-міністр Шотландії Нікола Стерджен отримала позитивний результат тесту на COVID-19, і найближчі кілька днів мала працювати вдома.[108]

### 21 травня
- Канада повідомила про 1221 новий випадок хвороби, загальна кількість випадків зросла до 3845946.[109]
- Малайзія повідомила про 2021 випадок хвороби, загальна кількість випадків зросла до 4489503. Зареєстровано 3162 одужання, загальна кількість одужань зросла до 4425777. Зареєстровано 3 смерті, кількість померлих зросла до 35641.[110]
- Нова Зеландія повідомила про 6720 випадків хвороби, внаслідок чого загальна кількість випадків досягла 1094192. Зареєстровано 7118 одужань, загальна кількість одужань зросла до 1036860. Зареєстровано 7 смертей, кількість померлих зросла до 1045. Налічувалось 56335 активних випадків хвороби (554 на кордоні та 55781 з місцевою передачею вірусу).[111]
- Північна Корея повідомила про 219030 нових випадків хвороби, загальна кількість випадків зросла до 2460640. Пізніше було підтверджено ще одну смерть, внаслідок чого кількість померлих зросла до 66.[112]
- Сінгапур повідомив про 3775 нових випадків хвороби, внаслідок чого загальна кількість випадків досягла 1266808.[113]

### 22 травня
- Канада повідомила про 1052 нові випадки хвороби, загальна кількість випадків зросла до 3846998.[114]
- Малайзія повідомила про 1817 випадків хвороби, внаслідок чого загальна кількість випадків досягла 4491320. Зареєстровано 3389 одужань, загальна кількість одужань зросла до 4429166. Зареєстровано 2 смерті, кількість померлих зросла до 35643.[115]
- Нова Зеландія повідомила про 2050 випадків хвороби, загальна кількість випадків зросла до 1099250. Зареєстровано 5818 одужань, загальна кількість одужань зросла до 1042678. Зареєстровано 10 смертей, кількість померлих зросла до 1055. Налічувалось 55565 активних випадків хвороби (540 на кордоні та 55025 з місцевою передачею вірусу).[116]
- Північна Корея повідомила про 186090 нових випадків хвороби, загальна кількість випадків зросла до 2646730. Пізніше було підтверджено ще одну смерть, внаслідок чого кількість померлих зросла до 67.[117]
- Сінгапур повідомив про 2827 нових випадків хвороби, внаслідок чого загальна кількість випадків досягла 1269635. Повідомлено про одну нову смерть, кількість померлих зросла до 1375.[118]
- У колишнього генерала армії Філіппін Карліто Галвеса-молодшого підтверджено позитивний тест на COVID-19.[119]

### 23 травня
- Канада повідомила про 668 нових випадків хвороби, загальна кількість випадків зросла до 3847666.[120]
- Малайзія повідомила про 1544 випадки хвороби, загальна кількість випадків зросла до 4492864. Зареєстровано 2905 одужань, загальна кількість одужань зросла до 4432071. Зареєстровано 2 смерті, кількість померлих зросла до 35645.[121]
- Нова Зеландія повідомила про 6058 випадків хвороби, внаслідок чого загальна кількість випадків досягла 1105 17. Зареєстровано 7105 одужань, загальна кількість одужань зросла до 1049783. Зареєстровано 10 смертей, кількість померлих зросла до 1064. Налічувалось 54517 активних випадків хвороби (553 на кордоні та 53964 з місцевою передачею вірусу).[122]
- Північна Корея повідомила про 167650 нових випадків хвороби, загальна кількість випадків зросла до 2814380. Пізніше було підтверджено ще одну смерть, внаслідок чого кількість померлих зросла до 68.[123]
- Сінгапур повідомив про 2751 новий випадок хвороби, загальна кількість випадків зросла до 1272386. Повідомлено про 2 нові смерті, внаслідок чого кількість померлих зросла до 1377.[124]
- У Сполучених Штатах Америки кількість випадків хвороби перевищила 85 мільйонів.
- У K-Pop співачок Найон, Момо , Цзуї та Міни з групи «Twice» підтвердився позитивний тест на COVID-19.[125]

### 24 травня
- В Австралії кількість випадків COVID-19 перевищила 7 мільйонів.
- Канада повідомила про 3636 нових випадків хвороби, загальна кількість випадків зросла до 3851302.[126]
- Малайзія повідомила про 1918 випадків хвороби, внаслідок чого загальна кількість випадків досягла 4494782. Зареєстровано 2124 одужання, загальна кількість одужань зросла до 4434195. Зареєстровано 2 смерті, кількість померлих зросла до 35647.[127]
- Нова Зеландія повідомила про 8500 випадків хвороби, внаслідок чого загальна кількість випадків досягла 1113828. Зареєстровано 9931 одужання, загальна кількість одужань зросла до 1059714. Зареєстровано 14 смертей, кількість померлих зросла до 1071. Налічувалось 53083 активних випадків хвороби (556 на кордоні та 52527 з місцевою передачею інфекції).[128]
- Північна Корея повідомила про 134520 нових випадків хвороби, загальна кількість випадків зросла до 2948900. Кількість померлих становила 68.[129]
- Сінгапур повідомив про 5727 нових випадків хвороби, загальна кількість випадків зросла до 1278113. Повідомлено про одну нову смерть, кількість померлих зросла до 1378.[130]
- У південнокорейського актора Кім У Біна підтвердився позитивний тест на COVID-19.[131]

### 25 травня
Щотижневий звіт ВООЗ:
- Канада повідомила про 3952 нові випадки хвороби, загальна кількість випадків зросла до 3855281.[133]
- Малайзія повідомила про 2430 випадків хвороби, внаслідок чого загальна кількість випадків досягла 4497212. Зареєстровано 2192 одужання, загальна кількість одужань зросла до 4436387. Зареєстровано 6 смертей, кількість померлих зросла до 35653.[134]
- Нова Зеландія повідомила про 8228 випадків хвороби, внаслідок чого загальна кількість випадків досягла 1122075. Зареєстровано 9641 одужання, загальна кількість одужань зросла до 1069355. Зареєстровано 10 смертей, кількість померлих зросла до 1086. Налічувалось 51679 активних випадків хвороби (546 на кордоні та 51113з місцевою передачею вірусу).[135]
- Північна Корея повідомила про 115980 нових випадків хвороби, перевищивши 3 мільйони випадків загалом, загальна кількість випадків зросла до 3064880. Кількість померлих становила 68.[136]
- Сінгапур повідомив про 4167 нових випадків хвороби, внаслідок чого загальна кількість випадків досягла 1282280. Повідомлено про 2 нові смерті, внаслідок чого кількість померлих зросла до 1380.[137]
- Південна Корея повідомила про 23956 нових випадків хвороби за добу, перевищивши 18 мільйонів випадків загалом, загальна кількість випадків зросла до 18017923.[138]
- Тайвань повідомив про 89389 нових випадків хвороби за день, що стало третім найбільшим показником випадків хвороби за день з початку пандемії, загальна кількість випадків зросла до 1558380.[139]
- Губернатор штату Вашингтон Джей Інслі отримав позитивний результат тестування на COVID-19..[140]

### 26 травня
- Канада повідомила про 5404 нові випадки хвороби, загальна кількість випадків зросла до 3860685.[141]
- Малайзія повідомила про 1845 випадків хвороби, внаслідок чого загальна кількість випадків досягла 4499057. Зареєстровано 1825 одужань, загальна кількість одужань зросла до 4438212. Зареєстровано 3 смерті, кількість померлих зросла до 35656.[142]
- Нова Зеландія повідомила про 7660 випадків хвороби, внаслідок чого загальна кількість випадків досягла 1129749. Зареєстровано 9166 одужань, загальна кількість одужань зросла до 1078521. Зареєстровано 16 смертей, кількість померлих зросла до 1102 осіб. Налічувався 50171 активний випадок хвороби (526 на кордоні та 49645 з місцевою передачею вірусу).[143]
- Північна Корея повідомила про 105500 нових випадків хвороби, загальна кількість випадків зросла до 3170380. Кількість померлих становила 68.[144]
- Сінгапур повідомив про 3936 нових випадків хвороби, внаслідок чого загальна кількість випадків досягла 1286216. Повідомлено про 2 нові смерті, внаслідок чого кількість померлих зросла до 1382.[145]
- Португальський шосейний велогонщик Жуан Алмейда отримав позитивний результат тесту на COVID-19, і вирішив утриматися від участі в Джиро д'Італія 2022.[146]
- У світі було зареєстровано понад 500 мільйонів одужань загалом.

### 27 травня
- Канада повідомила про 1686 нових випадків хвороби, загальна кількість випадків зросла до 3862747.[147]
- Малайзія повідомила про 1877 випадків хвороби, внаслідок чого загальна кількість випадків досягла 4500934. Зареєстровано 1680 одужань, загальна кількість одужань зросла до 4439892. Зареєстровано 2 смерті, кількість померлих зросла до 35658.[148]
- Нова Зеландія повідомила про 6952 нові випадки хвороби, загальна кількість зросла до 1136708. Зареєстровано 7871 одужання, загальна кількість одужань зросла до 1086392. Зареєстровано 30 смертей, кількість померлих зросла до 1127. Налічувалось 49229 активних випадків хвороби (523 на кордоні та 48706 з місцевою передачею вірусу).[149]
- Північна Корея повідомила про 100470 нових випадків хвороби, загальна кількість випадків зросла до 3270850. Пізніше було підтверджено ще одну смерть, внаслідок чого кількість померлих зросла до 69.[150]
- Сінгапур повідомив про 3830 нових випадків хвороби, внаслідок чого загальна кількість випадків досягла 1290046. Повідомлено про одну нову смерть, кількість померлих зросла до 1383.[151]
- Тайвань повідомив про 94855 нових випадків хвороби за день, що стало найбільшим показником з початку пандемії, внаслідок чого загальна кількість випадків досягла 1735067.[152]

### 28 травня
- Канада повідомила про 1144 нові випадки хвороби, загальна кількість випадків зросла до 3864265.[153]
- Малайзія повідомила про 1645 випадків хвороби, внаслідок чого загальна кількість випадків досягла 4502579. Зареєстровано 1809 одужань, загальна кількість одужань зросла до 4441701. Зареєстровано 2 смерті, кількість померлих зросла до 35660.[154]
- Нова Зеландія повідомила про 6424 випадки хвороби, загальна кількість випадків зросла до 1143146. Зареєстровано 6710 одужань, загальна кількість одужань зросла до 1093102. Зареєстровано 11 смертей, кількість померлих зросла до 1140. Налічувалось 48946 активних випадків хвороби (494 на кордоні та 48452 з місцевою передачею вірусу).[155]
- Північна Корея повідомила про 88530 нових випадків хвороби, загальна кількість випадків зросла до 3359380. Кількість померлих становила 69.[156]
- У Сінгапурі повідомили про 3323 нових випадки хвороби, загальна кількість випадків зросла до 1293369.[157]
- Губернатор Каліфорнії Ґевін Ньюсом отримав позитивний результат тестування на COVID-19.[158]

### 29 травня
- Канада повідомила про 878 нових випадків хвороби, загальна кількість випадків зросла до 3865143.[159]
- Малайзія повідомила про 1155 випадків хвороби, внаслідок чого загальна кількість випадків досягла 4503734. Зареєстровано 1975 одужань, загальна кількість одужань зросла до 4443676. Зареєстровано 5 смертей, кількість померлих зросла до 35665.[160]
- Нова Зеландія повідомила про 4884 випадки хвороби, загальна кількість випадків зросла до 1148045. Зареєстровано 5050 одужань, загальна кількість одужань зросла до 1098152. Зареєстровано 9 смертей, кількість померлих зросла до 1149. Налічувалось 48786 активних випадків хвороби (460 на кордоні та 48326 з місцевою передачею вірусу).[161]
- Північна Корея повідомила про 89500 нових випадків хвороби, загальна кількість випадків зросла до 3448880. Кількість померлих становила 69.[162]
- Сінгапур повідомив про 2551 новий випадок хвороби, загальна кількість зросла до 1295920. Кількість померлих залишилася на рівні 1383.[163]

### 30 травня
- Канада повідомила про 1898 нових випадків хвороби, загальна кількість випадків зросла до 3867041.[164]
- Малайзія повідомила про 1325 нових випадків хвороби, внаслідок чого загальна кількість випадків досягла 4505059. Зареєстровано 1935 одужань, загальна кількість одужань зросла до 4445611. Зареєстровано 4 смерті, кількість померлих зросла до 35669.[165]
- Нова Зеландія повідомила про 5888 випадків хвороби, загальна кількість випадків зросла до 1153946. Зареєстровано 6062 одужання, загальна кількість одужань зросла до 1104214. Зареєстровано 5 смертей, кількість померлих зросла до 1154. Налічувались 48620 активних випадків хвороби (467 на кордоні та 48153 з місцевою передачею вірусу).[166]
- Північна Корея повідомила про 100710 нових випадків хвороби, загальна кількість випадків зросла до 3549590. Пізніше було підтверджено ще одну смерть, внаслідок чого кількість померлих зросла до 70.[167]
- Сінгапур повідомив про 2389 нових випадків хвороби, внаслідок чого загальна кількість випадків досягла 1298309. Повідомлено про 3 нових смерті, кількість померлих зросла до 1386.[168]

### 31 травня
- Канада повідомила про 2133 нові випадки хвороби, загальна кількість випадків зросла до 3869190.[169]
- Малайзія повідомила про 1451 новий випадок хвороби, загальна кількість випадків зросла до 4506510. Зареєстровано 2071 одужання, загальна кількість одужань зросла до 4447682. Зареєстровано 7 смертей, кількість померлих зросла до 35676.[170]
- Нова Зеландія повідомила про 8515 нових випадків хвороби, загальна кількість випадків зросла до 1162499. Зареєстровано 8487 одужань, загальна кількість одужань зросла до 1112701. Повідомлено про 16 смертей, кількість померлих зросла до 1172. Налічувалось 48670 активних випадків хвороби (491 на кордоні та 48179 з місцевою передачею вірусу).[171]
- Північна Корея повідомила про 96020 нових випадків хвороби, загальна кількість випадків зросла до 3645610. Кількість померлих становила 70.[172]
- Сінгапур повідомив про 4985 нових випадків хвороби, внаслідок чого загальна кількість випадків досягла 1303294. Повідомлено про 3 нових смерті, внаслідок чого кількість померлих зросла до 1389.[173]
- Тайвань повідомив про 80705 нових випадків за добу, перевищивши 2 мільйони випадків загалом, загальна кількість випадків зросла до 2032983.[174]
- Бейсболіст «Міннесота Твінз» Карлос Корреа отримав позитивний результат тесту на COVID-19, і був внесений до списку травмованих.[175]

## Резюме
Країни та території, які підтвердили перші випадки захворювання протягом травня 2022 року:
| Дата           | Країна або територія |
| -------------- | -------------------- |
| 12 травня 2022 | Північна Корея       |
| 20 травня 2022 | Тувалу               |

Станом на кінець травня лише такі країни та території не повідомляли про випадки зараження SARS-CoV-2:
Азія
- Туркменістан

Океанія
- Піткерн
- Токелау